# Bagoas (Günstling)
Bagoas (altpersisch Bagoi; altgriechisch Βαγώας; † nach 324 v. Chr.) war ein Günstling am persischen Königshof und im Gefolge Alexanders des Großen im 4. vorchristlichen Jahrhundert. Er ist nicht zu verwechseln mit dem gleichnamigen Hofminister.

## Leben

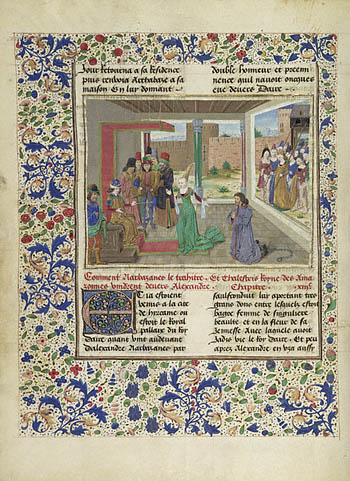
Bagoas bittet bei Alexander um Gnade für Nabarzanes. Mittelalterliche Darstellung zwischen 1468 und 1475.

Bagoas war ein junger Eunuch und angeblich bereits ein Liebhaber des Großkönigs Dareios III. Kodomannos gewesen. Nach dessen Ermordung 330 v. Chr. in Baktrien wechselte er in die Gefolgschaft Alexanders des Großen und erwirkte bei diesem mittels seines gewinnenden Charmes die Begnadigung des Chiliarchen Nabarzanes, der an dem Mord an Dareios III. durch Bessos beteiligt war.
Bagoas avancierte in der Folge zum Schmeichler und, nach Curtius Rufus, auch zum Liebhaber Alexanders. Konkret ist dazu allerdings aus zwei Quellen nur jene Szene überliefert, nach der Bagoas 326/325 v. Chr. im Theater von Pura, der Hauptstadt Gedrosiens, einen Tanzwettbewerb gewann und während des ihm geltenden Applauses der Zuschauer von Alexander geküsst wurde. Plutarch notierte, dass Bagoas dabei von Alexander inniglich geküsst und umarmt wurde. Dikaiarchos hingegen beschrieb die Szene etwas abweichend, in der Alexander den Kuss eher schüchtern gab, als er Bagoas zu seinem Sieg beglückwünschte.
Letztmals wird Bagoas für das Jahr 324 v. Chr. genannt. Laut Curtius Rufus erwirkte er die Hinrichtung des Orxines, Satrap der Persis, weil dieser es abgelehnt haben soll, der „Hure Alexanders“ seine Ehrerbietung zu bekunden. Nach Arrian hingegen wurde Orxines für seine Grabplünderung in Pasargadae bestraft.

## Roman
Die britische Schriftstellerin Mary Renault (1905–1983) verfasste eine Alexander-Trilogie, deren zweiter Teil The Persian Boy (deutsch: …ein Weltreich zu erobern) die Asienfeldzüge Alexanders aus der Sicht des Eunuchen Bagoas erzählt.